# 압생트

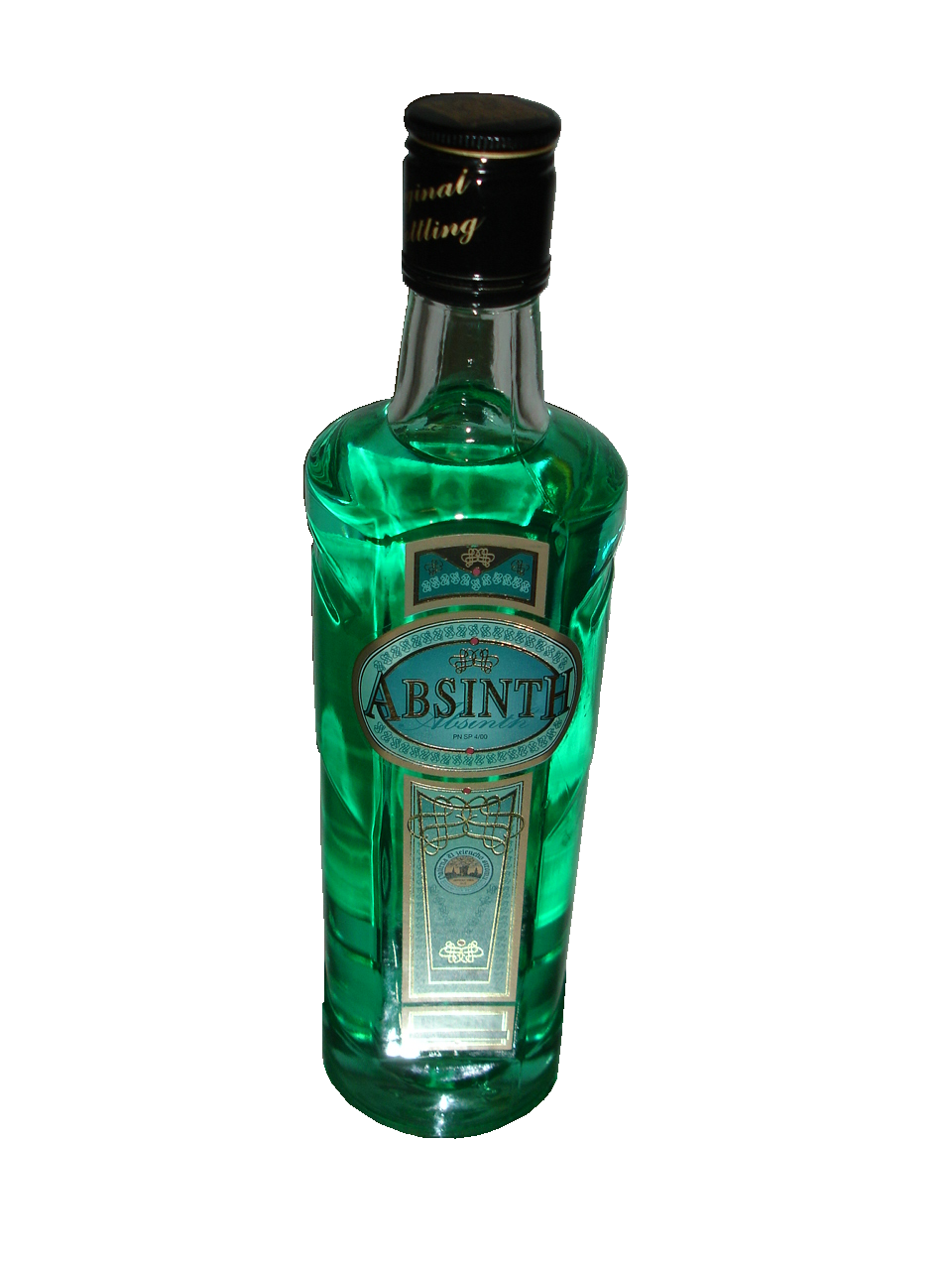
체코식 압생트(Absinth)
- 전통 압생트와는 성분과 맛이 다른, 사실상 별개의 술이다. 이 경우 보통 스펠링이 끝의 'e'가 빠진 'Absinth'이다.

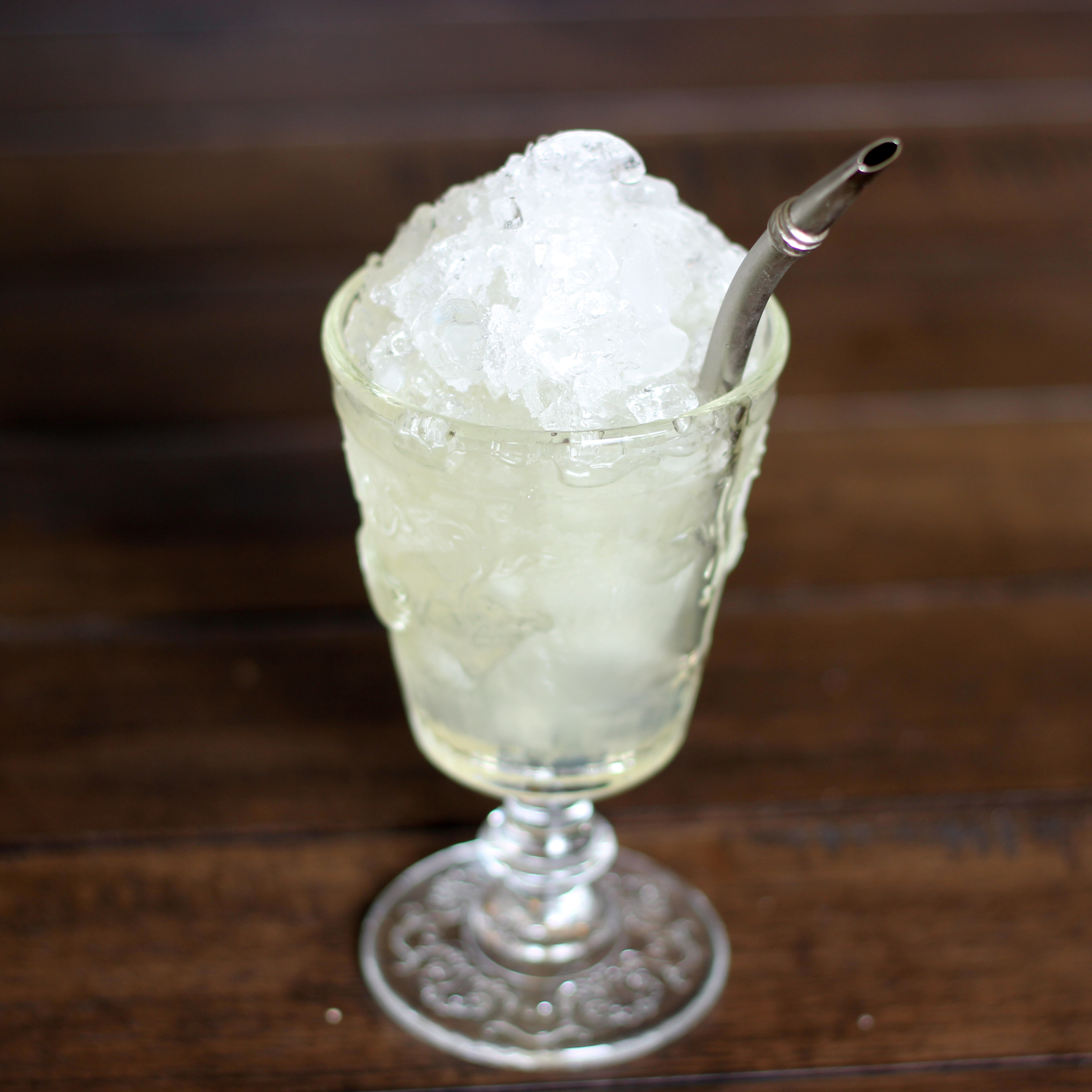
압생트 프라페(시럽, 물, 얼음조각으로 압생트를 제공하는 일반적인 방법)

압생트(프랑스어: absinthe, 별칭 영어: green fairy)는 현대초 유럽에서 유행했던 알콜도수 45~74도(90-148 US proof)의 증류주이다.
향쑥이 원료로 추가되는 것이 특징이고, 한때 압생트의 향쑥 성분 때문에 압생트를 마시면 중독증세를 부르며, 정신착란과 시각장애를 부른다고 알려지기도 했으나 실제로 압생트는 환각이나 정신착란을 일으킨다는 근거가 없는 것으로 밝혀졌다.

## 압생트와 문화
값싼 술이었던 압생트는 당시 가난한 작가나 화가들에게 각광받는 술이었다. 압생트를 즐겨 마시던 예술가들로는 어니스트 헤밍웨이, 에드거 앨런 포, 빈센트 반 고흐, 앙리 드 툴루즈 로트레크 등이 있다. 이들은 대부분 불우하게 살다가 비참하게 죽었는데, 이에 대한 원인을 압생트가 일으킨 정신착란에서 찾기도 하였다. 오스카 와일드는 보헤미안을 상징하는 술이라고 압생트를 찬양하기도 했다.
에밀 졸라 등의 지식인들이 압생트의 근절 운동에 나섰고, 유럽 각국과 미국 등에서 압생트를 금지하기도 하였다.
하지만 현재는 유해한 성분을 제거하고 제조되어 다시 판매가 되고 있다.

## 참고
- 《세계의 미술가 기행》, 웅진[쪽 번호 필요]